# Sualti Savunma
De Sualti Savunma (SAS) (Turks: Sualtı Savunma - onderwaterverdediging) is een van de twee speciale eenheden van de Turkse marine. De andere is de Sualti Taarruz (onderwateraanval), afgekort tot SAT. De taken van de SAS zijn onder meer kustbeveiligingsoperaties (zoals mijnruiming), het saboteren van vijandelijkse schepen en bewapende onderwateroperaties.
De eerste SAS- en SAT-eenheden werden opgericht in İskenderun, na een gezamenlijke training met de US Navy SEALs. De oorspronkelijke naam van de SAS-eenheid was Sualtı Müdafaa (SAM). In 1974 namen de SAS- en SAT-commando's deel aan de invasie van Cyprus, die uiteindelijk eindigde met een overwinning voor de Turken.